# Sydney Chaplin (attore 1926)
Sydney Earl Chaplin (Los Angeles, 31 marzo 1926 – Rancho Mirage, 3 marzo 2009) è stato un attore statunitense, figlio di Charlie Chaplin e Lita Grey.

## Biografia
Secondo figlio di Charlie Chaplin e della sua seconda moglie Lita Grey, i suoi genitori divorziarono un anno dopo la nascita di Sydney. Dopo aver prestato servizio nell'esercito degli Stati Uniti durante la seconda guerra mondiale in Europa, Chaplin si dedicò alla carriera artistica, lavorando sia sul palcoscenico che sul grande schermo.
Apparve in diverse produzioni di Broadway, come The Bells Are Ringing (1957), al fianco di Judy Holliday, per il quale vinse un Tony Award al miglior attore protagonista in un musical, e Funny Girl (1964), al fianco di Barbra Streisand, per il quale ottenne un'altra candidatura al Tony Award. Chaplin apparve in ruoli di supporto anche in due celebri film del padre, Luci della ribalta (1952) e La contessa di Hong Kong (1967).
È morto a seguito di un ictus il 3 marzo 2009, all'età di 82 anni.

## Filmografia parziale

### Cinema
- Luci della ribalta (Limelight), regia di Charles Chaplin (1952)
- Atto d'amore (Un act d'amour), regia di Anatole Litvak (1953)
- Il letto del re (Abdulla the Great), regia di Gregory Ratoff (1955)
- La regina delle piramidi (Land of the Pharaohs), regia di Howard Hawks (1955)
- I pilastri del cielo (Pillars of the Sky), regia di George Marshall (1956)
- 4 ragazze in gamba (Four Girls in Town), regia di Jack Sher (1957)
- Quantez, regia di Harry Keller (1957)
- La contessa di Hong Kong (A Countess from Hong Kong), regia di Charles Chaplin (1967)
- Troppo per vivere... poco per morire, regia di Michele Lupo (1967)
- La primula rosa (Sept hommes et une garce), regia di Bernard Borderie (1967)
- Ad uno ad uno... spietatamente (Uno a uno sin piedad), regia di Rafael Romero Marchent (1968)
- ...se incontri Sartana prega per la tua morte, regia di Gianfranco Parolini (1968)
- Criminal Face - Storia di un criminale (Ho!), regia di Robert Enrico (1968)
- ...E intorno a lui fu morte (Pagó cara su muerte), regia di León Klimovsky (1969)
- Il clan dei siciliani (Le clan des Siciliens), regia di Henri Verneuil (1969)
- A doppia faccia, regia di Riccardo Freda (1969)
- Nel giorno del Signore, regia di Bruno Corbucci (1970)
- A denti stretti (La saignée), regia di Claude Mulot (1971)
- Le ragazze di Satana (Satan's Cheerleaders), regia di Greydon Clark (1977)

### Televisione
- Kings Row – serie TV, episodio 1x07 (1956)
- La donna bionica (The Bionic Woman) – serie TV, episodio 2x19 (1977)

## Doppiatori italiani
- Pino Locchi in Luci della ribalta; Troppo per vivere... poco per morire
- Sergio Rossi in Ad uno ad uno... spietatamente, Se incontri Sartana prega per la tua morte
- Giuseppe Rinaldi in La regina delle piramidi
- Sergio Graziani in La contessa di Hong Kong
- Pino Colizzi in ...E intorno a lui fu morte
- Mario Feliciani in Nel giorno del Signore
- Carlo D'Angelo in A doppia faccia